# Фитне
Фитне (азерб. Fitnə) — цветной мультипликационный фильм, снятый в Азербайджане по мотивам поэмы «Семь красавиц» из «Хамсе» поэта и мыслителя Низами Гянджеви.

## История создания
Третий фильм снятый в 1970 году в студии «Азербайджанфильм». Художник Эльбек Рзагулиев выполнил разработку изображения в стиле азербайджанского миниатюрного искусства средних веков.

## Сюжет
В основу сюжета фильма положен рассказ о шахе Бахрам Гуре и молодой девушке по имени Фитне из поэмы Низами Гянджеви «Семь красавиц». Шах приказал казнить Фитне, так как она не проявила восхищение его мастерской стрельбе из лука на охоте (Бахрам одной стрелой пронзил ухо и копыто оленя-гура, за что и получил прозвище Бахрам Гур), заявив, что это всего лишь результат многодневных тренировок. От смерти девушку спас один мудрый старик, научивший её поднимать маленького телёнка на плечах по лестнице каждый день. Телёнок рос. И вот однажды Бахрам Гур увидел как Фитне несёт на плечах по лестнице огромного быка. Шах был очень удивлён и рад, что Фитне осталась жива. Так Фитне, доказав, что усилиями и упорством можно достичь мастерства в любом деле, заслужила любовь и уважение шаха.

## Создатели
- Ассистент режиссёра: Ф. Эфендиев
- Ассистент оператора: Рамиз Бабаев
- Ассистент монтажа: Лидия Вялсова
- Редактор: Интигам Касумзаде
- Директор фильма: Ибрагим Сафаров